# Jan Andreas Verhoeff
Jan Andreas Verhoeff (* 25. Juni 1911 in Brouwershaven; † 10. Dezember 1944 in Renesse) war ein niederländischer Widerstandskämpfer gegen den Nationalsozialismus, der während der deutschen Besatzung im Zweiten Weltkrieg hingerichtet wurde. Sein Widerstandsname war Jan van Schouwen.

## Leben
Jan Andreas Verhoeff war Maler und Kunstmaler in Brouwershaven (Zeeland) und aktiv im Widerstand. Er beteiligte sich am Widerstand aufgrund seines reformierten Glaubens.
Er gehörte zur Widerstandsbewegung L.O. (Landelijke hulp aan onderduikers), die Personen oder Familien half, während des Zweiten Weltkriegs unterzutauchen. Die Bewegung wurde von dem Pfarrer ds. Frits Slomp, alias Frits de Zwerver geleitet.
In der Nacht zum 6. Dezember 1944 wurde Verhoeff von den Deutschen bei einem Versuch verhaftet, mit 16 anderen aus dem besetzten Schouwen-Duiveland mit einem Muschelkutter unter englischem Kommando zur bereits befreiten Insel Noord-Beveland zu segeln. Am 10. Dezember wurde Jan Verhoeff mit neun Widerstandskämpfern in Renesse erhängt. Zusammen werden sie die Zehn von Renesse genannt.
Sein Vater, Hendrik Verhoeff, wurde gezwungen zuzusehen, wie sein Sohn gehängt wurde. Das geschah am 10. Dezember um 12:00 Uhr. Er wurde ein paar Stunden später mit seiner unglücklichen und kranken Frau und zwei Töchtern auf die Straße gesetzt, nach dem Urteil des Standgerichts. Die Deutschen nahmen sofort Besitz von seinem Haus. Als Hendrik Verhoeff nach der Kapitulation im Mai 1945 in seine Wohnung zurückkam, waren die Möbel, Besteck usw. gestohlen. Die Werkzeuge und Farbvorräte seines Malerbetriebes waren verschwunden.

## Besuch des Pfarrers ds. H.C. Voorneveld
Am Montag nach der Hinrichtung besuchte der reformierte Pfarrer ds. H.C. Voorneveld Hendrik Verhoeff in Brouwershaven und brachte ihm eine Botschaft von seinem gehängten Sohn Jan. Am Sonntag, dem 10. Dezember hatte er den neun Männern, eine Stunde vor ihrer Hinrichtung, geistlichen Beistand in einem Bunker in Schloss Haamstede geleistet.
Ds. Voorneveld schreibt:

„Am nächsten Tag ging ich zu anderen Verwandten. Ich landete in einer Familie, wo der Vater am Sonntag gezwungen worden war, seinen eigenen gehängten Sohn zu sehen. Was er dabei gefühlt hat, so seinen Jungen zu sehen, wird kein Außenstehender je begreifen. Man muss sicherlich alle Menschlichkeit verloren haben, um das von einem Vater zu fordern. Aber waren sie immer noch Menschen? Hatte der Teufel sie nicht völlig in seiner Macht? Als ein gebrochener Mann ging er nach Hause. Andere mussten ihn stützen.
Und nun saß ich vor ihm. Er war noch immer von dem schweren Schlag wie betäubt. Ich musste ihm und seine Familie ausführlich erzählen, was sein Sohn mir mitgeteilt hatte. Und dann konnte ich sagen, dass er mir den Auftrag gab: ‚Würden Sie meinen Eltern und meinen Schwestern sagen, dass ich meine Sünden im Blut Christi versöhnt weiß?‘
Dann geschah etwas, das einen unauslöschlichen Eindruck auf mich machte. Dieser Mann, noch in seiner Trauer vergraben, stand auf. Es war, als ob seine Gestalt etwas Prophetisches bekam. Und mit kraftvoller Stimme sprach er: ‚Herr Pfarrer, dann haben wir allen Grund Gott zu danken!‘
Ist auch dies nicht erst durch die Kraft des Glaubens möglich gewesen? Kein Wort des Hasses oder der Rache kam über seine Lippen, obwohl sie ja doch aus ihrem Haus gejagt worden waren. Sondern nur Dank an Gott, weil ihr Junge so in seine Herrlichkeit eingegangen war. Ich habe nicht mehr viel hinzuzufügen.“

## Widerstandsgedenkkreuz
Nach dem Krieg erhielt Jan Verhoeff posthum das Widerstandsgedenkkreuz 1940–1945 (Verzetsherdenkingskruis 1940–1945) per königlichem Beschluss vom 20. September 1982. Prinz Bernhard übergab es im Jahr 1983 seiner Schwester Pie Verhoeff aus Brouwershaven.